# Estación de Peñagrande

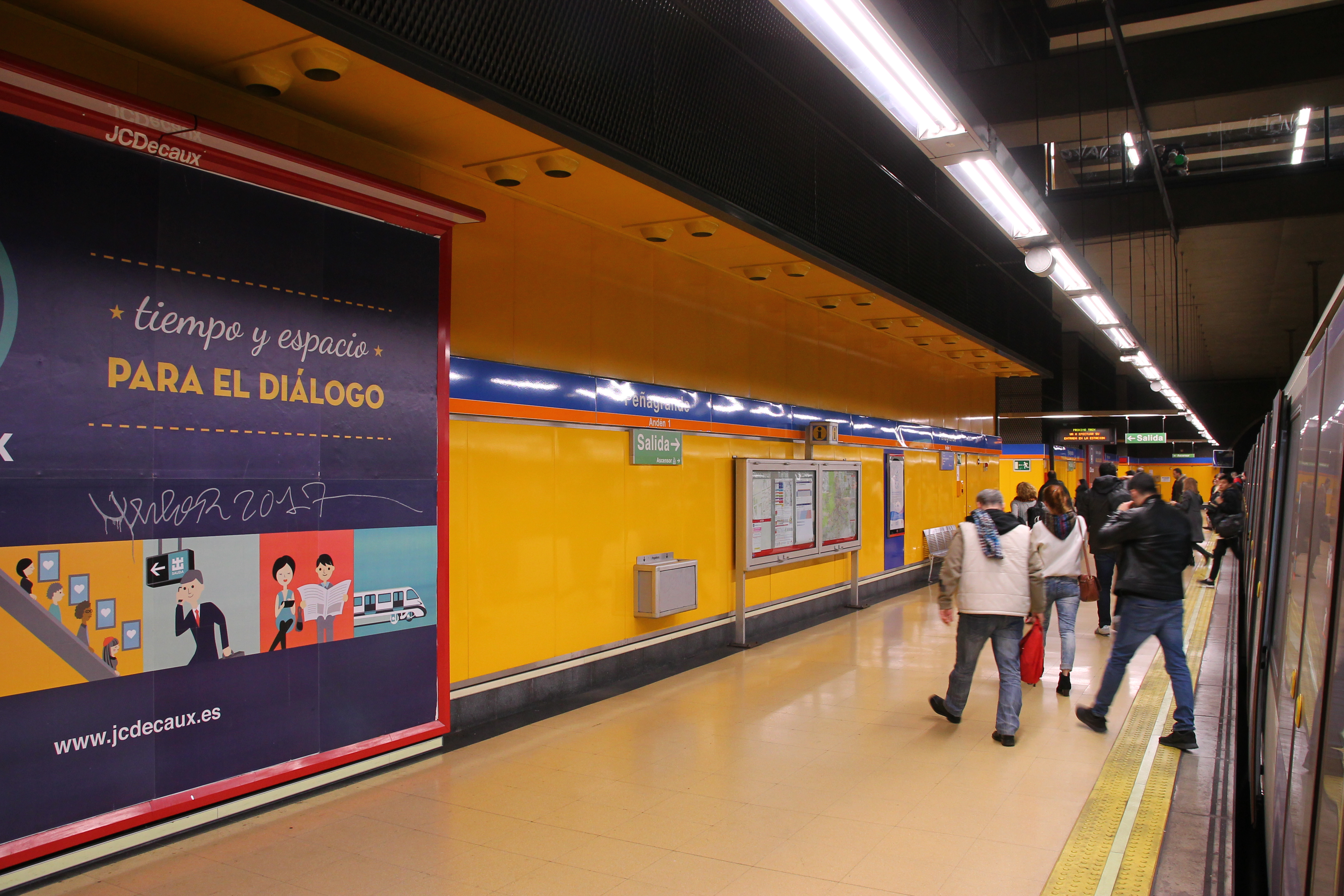
Andén de la estación

Peñagrande es una estación de la línea 7 del Metro de Madrid situada bajo la intersección de las calles de La Bañeza y Camino de Ganapanes, en el distrito de Fuencarral-El Pardo. La estación abrió al público el 29 de marzo de 1999.

## Características
Esta estación da servicio tanto a una parte del barrio de El Pilar como a los vecinos del barrio de Peñagrande, dado que se sitúa exactamente en el límite entre ambos. Los vecinos de Peñagrande que se dirijan a las partes más alejadas del barrio tienen la posibilidad de utilizar las líneas de autobús 42, 132 y 137 para llegar a sus destinos desde la estación de Metro. A 10 minutos andando aproximadamente se encuentran el Centro Comercial Madrid 2 "La Vaguada" así como la Junta Municipal de Distrito de Fuencarral-El Pardo.

## Accesos
Vestíbulo Peñagrande
- Camino de Ganapanes, pares Cº de Ganapanes, s/n
- Camino de Ganapanes, impares Cº de Ganapanes, 33
- Ascensor Cº de Ganapanes, 33 (esquina C/ La Bañeza, 40 Bis)

## Líneas y conexiones

### Metro
| << cabecera                                                  | < estación      | línea | estación >                | cabecera >> |
| ------------------------------------------------------------ | --------------- | ----- | ------------------------- | ----------- |
| Hospital del Henares Cambio de tren en Estadio Metropolitano | Antonio Machado |       | Avenida de la Ilustración | Pitis       |

### Autobuses
| Diurnos |                      |                                            |
| Línea   | Destino              | Parada                                     |
| 42      | Barrio de Peñagrande | 1509 METRO PEÑAGRANDE (C/ La Bañeza, 40)   |
| 132     | Moncloa              | 1509 METRO PEÑAGRANDE (C/ La Bañeza, 40)   |
| 137     | Puerta de Hierro     | 1509 METRO PEÑAGRANDE (C/ La Bañeza, 40)   |
| 42      | Plaza de Castilla    | 1510 METRO PEÑAGRANDE (C/ La Bañeza, 35)   |
| 132     | Hospital La Paz      | 1510 METRO PEÑAGRANDE (C/ La Bañeza, 35)   |
| 137     | Fuencarral           | 1510 METRO PEÑAGRANDE (C/ La Bañeza, 35)   |
| 126     | Nuevos Ministerios   | 1785 BARRIO DEL PILAR (C/ La Bañeza 34-40) |
| 147     | Plaza del Callao     | 1785 BARRIO DEL PILAR (C/ La Bañeza 34-40) |
| 179     | Plaza de Castilla    | 1786 MONFORTE DE LEMOS-GANAPANES           |
| 179     | El Pardo             | 3287 MONFORTE DE LEMOS-GANAPANES           |